# Sceloporus tristichus
Espèce
Synonymes
- Sceloporus undulatus tristichus Cope, 1875

Statut de conservation UICN

 LC  : Préoccupation mineure
Le lézard des palissades des plateaux (Sceloporus tristichus)est une espèce de sauriens de la famille des Phrynosomatidae.

## Répartition
Cette espèce est endémique d'Arizona aux États-Unis.

## Étymologie
tristichus : vient du grec treis, l'arbre, et de stichos, la bande, en référence aux lignes de points de cette espèce.

## Publication originale
- Cope, 1875 in Yarrow, 1875 : Report upon the collections of batrachians and reptiles made in portions of Nevada, Utah, California, Colorado, New Mexico, and Arizona during the years 1871, 1872, 1872, and 1874 in Report upon Geographical and Geological Explorations and Surveys West of the One Hundredth Meridian in Charge of First Lieut. Geo. M. Wheeler, Corps of Engineers, U.S. Army, Under the Direction of Brig. Gen. A. A. Humphryes, Chief of Engineers, U.S. Army, vol. 5, no 4, Washington, D.C., p. 511-584 (texte intégral).